# تمام چیزهایی که او گفت
«تمام چیزهایی که او گفت» (به انگلیسی: All the Things She Said) ترانه‌ای از گروه دخترانهٔ تَتو و تک‌آهنگ اصلی آلبوم سال ۲۰۰۲ آن‌ها با نام ۲۰۰ کیلومتر بر ساعت در مسیر اشتباه است. این قطعه پیش‌تر توسط آن‌ها به زبان روسی و با عنوان «عقلم را از دست داده‌ام» (به روسی: Я сошла с ума) اجرا شده بود.
«همهٔ چیزهایی که او گفت» در زمان انتشارش در چندین کشور مختلف شمارهٔ ۱ جدول‌های فروش شد و در ایالات متحدهٔ آمریکا تا ردهٔ بیستم بیلبورد هات ۱۰۰ صعود کرد. این تک‌آهنگ در بریتانیا ۱۵ هفته در جدول پرفروش‌ترین‌ها حضور داشت و چهار هفتهٔ پیاپی صدرنشین آن جدول بود. «همهٔ چیزهایی که او گفت» در هفت کشور مختلف گواهی طلا و در ۵ کشور گواهی پلاتین دریافت کرد.

## ویدئو
موزیک ویدئوی «همهٔ چیزهایی که او گفت» مضمونی همجنس‌گرایانه دارد و در آن لنا کاتینا و یولیا ولکوا با لباس دخترهای مدرسه‌ای نشان می‌شوند که عاشقانه یکدیگر را در آغوش می‌کشند و می‌بوسند. در آن زمان هنوز در مورد لزبین بودن یا نبودن یولیا و لنای ۱۷ و ۱۸ ساله قطعیتی وجود نداشت و آن‌دو معمولاً از پاسخ دادن به سؤال رسانه‌ها در این مورد طفره می‌رفتند. به هر روی این ویدئو و موفقیت بزرگی که تتو در بازار موسیقی به‌دست آورده بود با انتقادهای زیادی همراه شد. یک مؤسسهٔ خیریهٔ محافظت از کودکان شرکت پخش‌کنندهٔ اثر را «به توسل به بازار کثیف پیرمردها» متهم کرد. ریچارد میدلی در شبکهٔ کانال ۴ بریتانیا هم اعضای تتو را «بیمار» خواند و شرکت پخش‌کننده را به حمایت از «ترویج بی‌پردهٔ پدوفیلیا» متهم کرد. با این‌حال پیتر رابینسون (موسیقی‌نویس) در پاسخ این اتهام‌ها گفت: «این همه آدم که تمام نسخه‌های این تک‌آهنگ را خریده‌اند بچه‌باز نیستند. این اولین آهنگ بزرگ پاپ سال است و به همین دلیل شمارهٔ ۱ شده‌است».